# Francisco Alves (pallanuotista)
Francisco Ferreira Alves (Oeiras, 24 maggio 1923 – ...) è stato un pallanuotista portoghese, che ha partecipato alle Olimpiadi estive di Helsinki 1952.
Nel 1987, è stato insignito dell'Ordine Olimpico d'Argento.